# Esto es lo que soy
Esto es lo que soy es el segundo EP del dúo mexicano Jesse & Joy. Fue lanzado al mercado a comienzos de 2008, y contiene cuatro sencillos del álbum Ésta es mi vida. El EP también contiene el tema de la telenovela mexicana Las tontas no van al cielo, que es cantada por ellos.

## Lista de canciones
Esto es lo que soy
| N.º | Título               | Duración |  |
| 1.  | «Esto es lo que soy» | 3:32     |  |
| 2.  | «Espacio Sideral»    | 3:42     |  |
| 3.  | «Ya no quiero»       | 3:26     |  |
| 4.  | «Volveré»            | 3:51     |  |
| 5.  | «Llegaste tú»        | 4:06     |  |

## Posicionamiento en listas
| Lista                   | Posición |
| ----------------------- | -------- |
| México (Top 100 México) | 51       |